# ساکو (کالیفرنیا)
ساکو (به انگلیسی: Saco) یک منطقهٔ مسکونی در ایالات متحده آمریکا است که در شهرستان کرن، کالیفرنیا واقع شده‌است. ساکو ۱۳۸ متر بالاتر از سطح دریا واقع شده‌است.